# Nancy Obregón
Nancy Rufina Obregón Peralta (Lima, 6 de enero de 1970) es una dirigente cocalera y política peruana. Fue congresista de la república por la región San Martín durante el periodo 2006-2011.

## Biografía
Nació en la ciudad de Lima, el 6 de enero de 1970.
Realizó un diplomado en Gestión Parlamentaria en la Universidad Ricardo Palma. Fue presidenta del Club de Madres de La Palma, secretaria general de la Asociación Agropecuaria y de Hoja de Coca Saúl Guevara Díaz y subsecretaria de la Confederación Nacional de Agropecuarios del Perú. Participó en diversas Mesas de Diálogo durante los gobiernos de Alberto Fujimori, Valentín Paniagua, Alejandro Toledo y Alan García. Ha sido miembro del Consejo Andino de Productores de Hojas de Coca y de la Confederación Nacional de Productores de las Cuencas Cocaleras del Perú.

## Carrera política
Nancy Obregón incursiona en el ámbito político cuando postuló a la alcaldía del distrito de Pólvora por el partido Somos Perú en 1998, sin embargo, no resultó elegida. Tampoco tuvo éxito en su candidatura a la alcaldía de la provincia de Tocache en el año 2002.

### Congresista de la República
En el año 2006, Nancy Obregón se afilia al Partido Nacionalista Peruano dirigido por Ollanta Humala y luego postula al Congreso de la República en las elecciones parlamentarias de ese mismo año en alianza con el partido Unión por el Perú. Obregón fue elegida como congresista por el distrito electoral de San Martín, obteniendo 23,975 votos, para el periodo parlamentario 2006-2011.
Durante su labor parlamentaria, emitió 256 proyectos de Ley de los cuales 49 fueron aprobados. También fue miembro titular de las comisiones de Salud, Comercio Exterior y Turismo, Defensa y de Relaciones Exteriores. Fue también presidenta de la Liga Parlamentaria Perú – India.
En el año 2017, Nancy Obregón decidió renunciar al Partido Nacionalista Peruano tras discrepancias internas con Ollanta Humala y su esposa Nadine Heredia.

## Controversias
Nancy Obregón estuvo bajo cuestionamientos debido a presuntos vínculos con el narcotráfico y con el grupo terrorista Sendero Luminoso. En el año 2013, fue detenida junto a Elsa Malpartida por el Ministerio Público tras la denuncia de haber pedido cupos a los agricultores en beneficio de los terroristas y de haber acordado paros sindicales contra la erradicación de plantaciones de hoja de coca.
En el año 2013, Nancy Obregón fue detenida por la Policía Nacional del Perú y luego fue condenada a 38 meses de prisión preventiva por los delitos de tráfico de drogas y financiamiento al terrorismo. Fue traslada al penal femenino de Chorrillos, sin embargo, Obregón quedó absuelta en el año 2016 por exceso de carcelería.